# فرودگاه هپی ولی
فرودگاه هپی ولی (به انگلیسی: Happy Valley Airport) یک فرودگاه خصوصی است که یک باند فرود آسفالت دارد و طول باند آن ۶۹۰ متر است. این فرودگاه در شهر هپی ولی، اورگن کشور ایالات متحده آمریکا قرار دارد و در ارتفاع ۲۴۲ متری از سطح دریا واقع شده‌است.